# Planétarium de Saint-Étienne
 (avril 2023).
Si vous disposez d'ouvrages ou d'articles de référence ou si vous connaissez des sites web de qualité traitant du thème abordé ici, merci de compléter l'article en donnant les références utiles à sa vérifiabilité et en les liant à la section « Notes et références ».
 (avril 2023).
Le planétarium de Saint-Étienne est un planétarium numérique situé à Saint-Étienne, dans l'ancien site de Manufrance, sur l'espace Fauriel.

## Présentation
Ouvert depuis 1993, le Planétarium de Saint-Étienne a pour vocation première de présenter des séances de planétarium relatives à l'astronomie de manière scientifique et ludique.
Sa salle de projection est composée d'un dôme de 12 mètres, pouvant accueillir 82 personnes (+2 places PMR).
Elle est équipée depuis 2003 du simulateur astronomique RSA Cosmos In Space System et depuis mai 2021 de 6 projecteurs 3D 4K Laser.
Les 6 vidéoprojecteurs répartis tout autour de la salle projettent une mosaïque de 6 images s'assemblant en une énorme image unique couvrant toute la voûte. En mode 3D ils assurent la projection de l'image à la fois pour l’œil gauche et pour l’œil droit.
Le système dispose d'une base de données astronomique, comprenant l'ensemble des planètes, satellites et petits corps du système solaire ainsi que plus de 100 000 étoiles. Sa base de données permet de positionner des centaines de milliers de galaxies dans les 3 dimensions.
Grâce à ce simulateur de nombreux phénomènes astronomiques et célestes peuvent être présentés et expliqués : phases de Lune, éclipses, étoiles filantes, aurores polaires, trou noir... On peut se positionner en n'importe quel lieu sur Terre, sur une autre planète, dans l'espace... Il est ainsi possible de traverser les anneaux de Saturne ou bien se positionner à proximité d'une exoplanète ou d'une nébuleuse planétaire.
Le Planétarium de Saint-Étienne est également réalisateur et producteur de films pour planétariums, et ce, depuis 1993. Ce sont ainsi plus de 250 licences de films qui ont été acquises à l'échelle nationale et internationale.
Des prix internationaux ont été obtenus : 5 prix pour "Polaris", par exemple.
Le Planétarium de Saint-Étienne participe aussi à des événements nationaux, comme la fête du livre de Saint-Étienne, la fête de la Science, la nuit des étoiles, la Nuit des Chercheurs ...  
Il collabore aussi avec d'autres partenaires culturels à des projets ou événements ponctuels (musées de Saint-Étienne Métropole, cinémas, médiathèques, universités...).

## Fréquentation
| 2005   | 2006   | 2007   | 2008   | 2009   | 2010   | 2011   | 2012   | 2013   | 2014   |
| ------ | ------ | ------ | ------ | ------ | ------ | ------ | ------ | ------ | ------ |
| 27 932 | 27 503 | 27 164 | 28 864 | 32 581 | 34 204 | 26 595 | 32 169 | 33 681 | 29 809 |